# Francisco Trimboli
Francisco Trimboli (Buenos Aires, 9 de julio de 1933 - Ibíd., 18 de enero de 1995) fue un waterpolista y empresario argentino. Integró el equipo que obtuvo la medalla de oro en el torneo de waterpolo masculino de los Juegos Panamericanos de 1951.

## Trayectoria
Trimboli jugó al waterpolo en el club Gimnasia y Esgrima de Buenos Aires.
En 1948, con sólo 15 años de edad, integró el equipo nacional que representó a la Argentina en los Juegos Olímpicos de Londres 1948.
Posteriormente disputó el torneo de waterpolo masculino de los Juegos Panamericanos de 1951, donde su equipo obtuvo la medalla de oro tras vencer a Brasil en la final.

## Otras actividades
Trimboli desarrolló una carrera como empresario en el rubro gastronómico y hotelero. En uno de sus locales, el restaurante Tom y Jerry, debutaría el conjunto musical Los Wawancó.

## Palmarés internacional
| Juegos Panamericanos | Juegos Panamericanos | Juegos Panamericanos | Juegos Panamericanos |
| Año                  | Lugar                | Medalla              | Categoría            |
| -------------------- | -------------------- | -------------------- | -------------------- |
| 1951                 | Argentina            | 01 ! [ 4 ]           | Hombres              |